# Kingston Bridge
Kingston Bridge è un ponte stradale a Kingston upon Thames nel sud-ovest di Londra, in Inghilterra, sul quale passa la A308 attraversando il fiume Tamigi. Congiunge il centro della città di Kingston nel Royal Borough di Kingston upon Thames a Hampton Court Park, Bushy Park e al villaggio di Hampton Wick nel London Borough di Richmond upon Thames. Nel 2005 vi transitavano circa 50.000 veicoli al giorno con un massimo di 2.000 veicoli all'ora in ciascuna direzione durante le ore di punta.
Kingston Bridge si trova sul tratto sopra Teddington Lock e vicino alla valle e alla foce del fiume Hogsmill, un affluente minore del Tamigi. Il Thames Path attraversa il fiume e il ponte è il punto finale del sentiero a lunga percorrenza Thames Down Link dalla stazione di Box Hill &amp; Westhumble.

## Storia
Fino all'apertura del Putney Bridge, nel 1729, il Kingston Bridge era l'unico attraversamento del fiume tra il London Bridge e lo Staines Bridge.
Secondo l'antiquario del XVI secolo John Leland, il ponte esisteva nei secoli in cui esisteva l'Inghilterra anglosassone (dopo la Britannia romana e prima del 1066). Tuttavia, si afferma anche che il primo Kingston Bridge fosse stato costruito negli anni '90 del 1190.
Leland si riferisce a un ponte contemporaneo e a un ponte di legno più antico che esisteva a Kingston dal XIII secolo. Questo era a circa 90 metri a valle dell'attuale ponte: Old Bridge Street a Hampton Wick era collegata a Old Bridge Street sul lato di Kingston. Nel 1318 il ponte fu descritto come in condizioni pericolose. I ponti successivi contribuirono notevolmente al successo di Kingston come città mercato medievale.
Distruggere o difendere i pochi ponti sul Tamigi conferiva potere: non avere ponti vicini avrebbe ostacolato particolarmente gli eserciti a cavallo. Il ponte medievale in legno venne distrutto durante la Guerra delle due rose e la Rivolta di Wyatt. Ci sono fonti che documentano il pagamento di pedaggi per pagare le riparazioni del ponte, ma nel 1567 Robert Hamond diede una somma per renderlo un ponte gratuito "per sempre". Tuttavia, nonostante la sua donazione, per alcuni anni, nel Settecento, furono ripristinati alcuni pedaggi sotto l'autorità del sindaco e degli assessori del borgo. Il ponte fu descritto nel 1710 "Il grande ponte di legno ha 20 interstizi: due al centro abbastanza larghi per le chiatte ... ha 22 pierres [moli] di legno e nel mezzo due discreti sedili per i passeggeri".
Lo stato di manutenzione del ponte divenne sempre più problematico all'inizio del XIX secolo. Era diventato sempre più fatiscente e la sua stretta carreggiata, ma anche le luci, rendeva il passaggio difficoltoso sia al traffico fluviale che stradale. Aumentò la pressione per la sua ricostruzione, ma non fu possibile raggiungere un accordo su chi sarebbe stato responsabile o chi l'avrebbe pagato. I tribunali furono coinvolti nel 1813 ma vennero sopraffatti dagli eventi nel gennaio 1814, quando una parte del ponte crollò a causa di una forte gelata. La corte ordinò a Kingston di riparare il ponte con le proprie risorse, ma a quel punto era chiaramente necessaria una sostituzione completa.

### Ponte del 1828

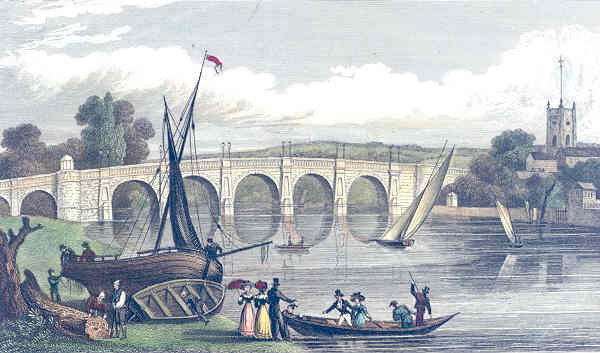
Una veduta del Kingston Bridge pubblicata nel 1831. Da allora è stato ampliato due volte.

Nel 1825 la Kingston Corporation notificò al Comitato di navigazione della City of London Corporation che intendeva costruire un nuovo ponte. Nello stesso anno venne approvata una legge del Parlamento per autorizzarne la costruzione. La corporazione progettò di erigere un ponte in ghisa e si tenne un concorso di architettura con un premio di 100 ghinee. Il vincitore fu John Burges Watson, con un progetto per un ponte a tre archi di luce identica. Tuttavia, le preoccupazioni per l'aumento del costo del ferro portarono all'abbandono del progetto e si decise invece di costruire un ponte in pietra in stile classico su progetto di Edward Lapidge, il geometra della contea. La prima pietra fu posta dal conte di Liverpool durante una cerimonia il 7 novembre 1825 e il ponte fu aperto dalla duchessa di Clarence (la futura regina Adelaide) il 17 luglio 1828. La strada di accesso a sud venne chiamata Clarence Street in suo onore.
Il nuovo ponte, a circa 30 metri a monte del suo predecessore, fu costruito in Pietra di Portland con cinque archi ellittici. L'arco centrale aveva una luce di 18 metri ed era alto 18 metri, mentre gli archi laterali erano alti 17 metri con una luce di 16 metri. Le spalle erano terminate da torri o bastioni, e il tutto sormontato da cornicione e balaustra, con gallerie sporgenti sul molo. La lunghezza del ponte era di 116 metri e la carreggiata larga 8,2 metri. La costruzione venne affidata a Herbert per £ 26.800 (equivalenti a £ 2,249,038 nel 2020) e il costo definitivo non superò le 100 sterline, un evento raro all'epoca nelle principali imprese pubbliche o private di quel genere.

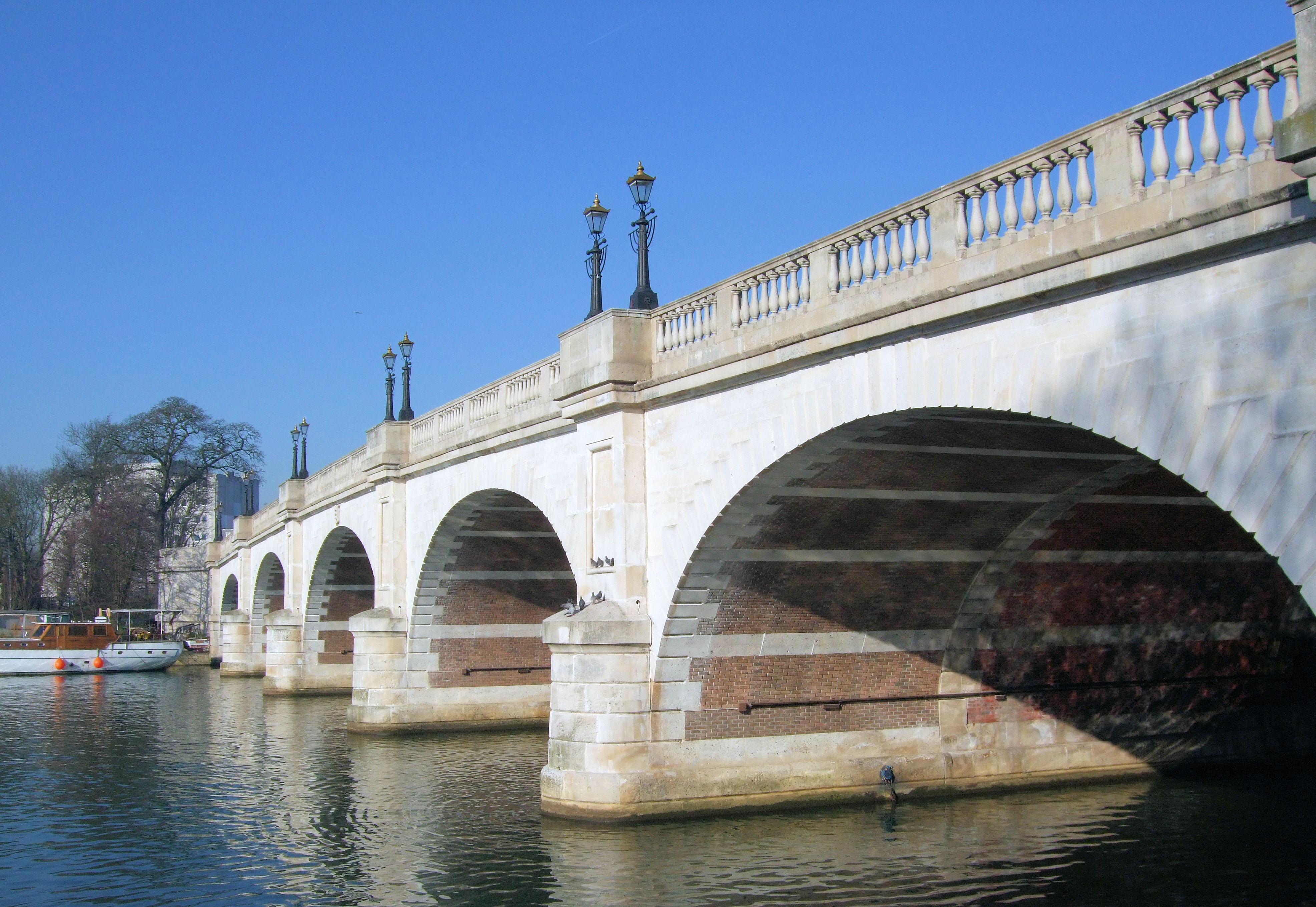
Kingston Bridge sul lato a monte

Dopo una lunga campagna che si concluse nel 1869, il ponte divenne libero dai pedaggi il 12 marzo 1870 e pochi giorni dopo ci furono delle celebrazioni tra cui uno spettacolo pirotecnico con l'incendio dei caselli di pedaggio su Hampton Green. Nel marzo 1906, la London United Tramways installò linee tranviarie sul Kingston Bridge, collegando le rotte del Surrey e del Middlesex. L'aumento del traffico e la ristrettezza della strada divennero un problema e nel 1911 la ditta di ingegneria Mott &amp; Hay fu incaricata di ampliare il ponte sul lato a valle. I lavori furono intrapresi tra il 1912 e il 1914 e la carreggiata passò da 7,6 metri a 17 metri. Venne realizzata una nuova facciata in pietra di Portland per replicare le caratteristiche dell'originale e il ponte fu riaperto nell'ottobre 1914. Nel 1931, i tram furono sostituiti dai filobus, prima che questi venissero sostituiti da autobus diesel nel 1962. Dopo la costruzione della Kingston Relief Road alla fine degli anni 1980, il ponte è stato nuovamente ampliato nel 2000, a 24 metri di carreggiata, per includere due piste ciclabili, marciapiedi più grandi e una corsia per gli autobus.
Il ponte è stato protetto come struttura classificata di Grado II* nel 1951.